# Île de Santa Clara
L'île de Santa Clara (en espagnol : Isla de Santa Clara ; en basque : Santa Klara uhartea) est un îlot de la ville de Saint-Sébastien, au Pays basque, dans le nord de l'Espagne.

## Géographie
D'une superficie de 5,6 hectares, l'îlot se trouve au centre de la baie de la Concha et atteint une altitude de 48 mètres. Il est donc plutôt escarpé étant donné ses dimensions réduites.

## Histoire
À la fin du XVIe siècle, les pestiférés furent transférés sur cette ile, car ils décimaient la capitale guipuzcoane.
L'île de Santa Clara est un bien du domaine public et une propriété municipale, cédé par l'État espagnol à la commune de Saint-Sébastien en vertu du décret du 31 octobre 1968.

## Tourisme
L'île possède un embarcadère par lequel elle est reliée au port de Saint-Sébastien par un service régulier de bateau toutes les demi-heures. Elle connaît une forte fréquentation en été. Sa petite plage n'est accessible qu'à marée basse, mais elle est surveillée et offre des douches et des bars. Indépendamment du petit quai et des équipements de la période estivale, la seule construction de l'îlot est un phare situé à son sommet, où se trouvent également divers aménagements.

## Divers
Le groupe « La Oreja de Van Gogh » l'a mentionnée dans sa chanson Inmortal.